# Sundsvall
Sundsvall è una città di quasi 50 000 abitanti della provincia del Medelpad, in Svezia. La città è capoluogo della municipalità omonima (pop. 94 507) ed il centro maggiore (ma non il capoluogo) della contea di Västernorrland. Sundsvall è la quattordicesima città più grande della Svezia.

## Storia
La fondazione di Sundsvall risale all'anno 1621.

## Geografia fisica

### Posizione
La città si affaccia sul Golfo di Botnia, nella parte settentrionale del mar Baltico; si trova nel centro-nord della Svezia, a metà strada fra Gävle ed Umeå e 395 km a nord di Stoccolma.

### Suddivisione
Si suddivide nei seguenti 29 settori, fra distretti e frazioni:
Bergsåker, Bosvedjan, Bredsand, Bydalen, Böle, Granlo, Granloholm, Gärde, Haga, Håkanstå, Högom, Johannedal, Korsta, Kubikenborg, Ljustadalen, Mårtensro, Nacksta, Norrliden, Norrmalm, Östermalm, Petersvik, Sallyhill, Sibirien, Sidsjö, Skönsberg, Skönsmon, Stenstaden (centro cittadino), Södermalm e Västermalm

## Sport
Sundsvall conta 2 squadre di calcio: Il GIF Sundsvall, che gioca alla Norrporten Arena, e l'IFK Sundsvall, che gioca nelle serie minori al Baldershovs IP.

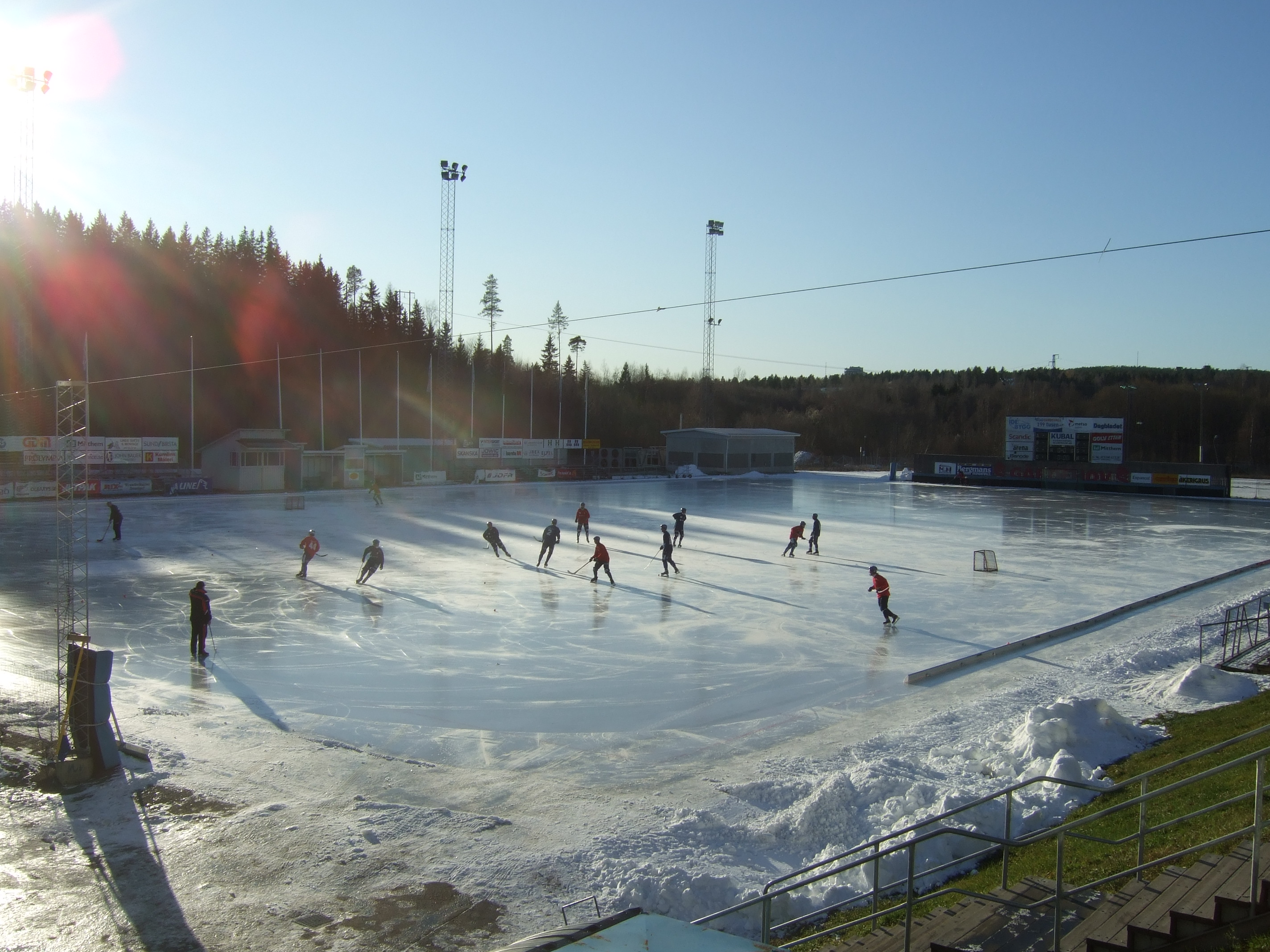
Bandy

## Amministrazione

### Gemellaggi
Sundsvall è gemellata con:
- Konin
- Pori, dal 1940
- Porsgrunn
- Sønderborg
- Volchov